# Zbór Warszawa-Centrum Kościoła Adwentystów Dnia Siódmego
Zbór Warszawa-Centrum Kościoła Adwentystów Dnia Siódmego – jeden z czterech zborów adwentystycznych w Warszawie, należący do okręgu mazowieckiego diecezji wschodniej Kościoła Adwentystów Dnia Siódmego w RP.
Zbór znajduje się przy ul. Foksal 8. Pastorem zboru jest Mariusz Maikowski